# Ženja, Ženečka i Katjuša
Ženja, Ženečka i Katjuša (Женя, Женечка и «катюша») è un film del 1967 diretto da Vladimir Jakovlevič Motyl'.